# Przełęcz Radomierska
 Przełęcz Radomierska  – przełęcz na wysokości 523 m n.p.m., w południowo-zachodniej Polsce w Sudetach Zachodnich, w Górach Kaczawskich.

## Położenie
Przełęcz położona jest w południowo-wschodniej części Gór Kaczawskich (we wschodniej części Grzbietu Południowego tych gór), na północ od wzniesienia Różanka, około 1,7 km na północny wschód od centrum wsi Radomierz. Przełęcz oddziela Góry Ołowiane po południowej stronie od Grzbietu Południowego Gór Kaczawskich po północnej stronie.

## Charakterystyka
Przełęcz stanowi wyraźne, rozległe płytkie obniżenie o łagodnych zboczach i podejściach, wcinające się w staropaleozoiczne skały metamorficzne pochodzenia osadowego: zieleńce, łupki zieleńcowe, łupki serycytowe, łupki kwarcowo-serycytowe, tzw. łupki radzimowickie. Obszar w otoczeniu przełęczy zajmują pola uprawne, nieużytki i łąki górskie. Dolną część wschodniego podejścia przełęczy porasta niewielki las regla dolnego. Na wschodnim podejściu przełęczy położone jest źródło górskiego potoku, lewego dopływu Kaczawy. W sąsiedztwie przełęczy, po północnej stronie położone są zabudowania wsi Radomierz, które podchodzą  pod samą przełęcz. Od tej miejscowości pochodzi nazwa przełęczy. W bliskiej odległości od przełęczy po stronie północnej prowadzi odcinek drogi krajowej nr 3 Legnica – Jelenia Góra.

## Inne
- Przez przełęcz przechodzi administracyjna granica powiatów: karkonoskiego i jaworskiego.
- Przełęczą przed laty zachwycał się wielki przyrodnik i podróżnik niemiecki,  Alexander von Humboldt.
- Obszar przełęczy porastają górskie łąki konietlicowe i mietlicowe użytkowane ekstensywnie (Polygono-Trisetion i Arrhenatherion), zaliczane do specjalnych obszarów ochrony siedlisk Natura 2000[1].
- Przez przełęcz przechodzi dział wodny, oddzielający dorzecza rzek: Kaczawy i Bobru.

### Turystyka
- Przełęcz stanowi punkt widokowy, z którego roztacza się częściowa panorama Pogórza Kaczawskiego i Gór Kaczawskich oraz okolicznych wzniesień.
- Przez przełęcz prowadzi czarny szlak turystyczny do ruin dawnego schroniska na szczycie Różanki w Górach Ołowianych[2].

## Galeria

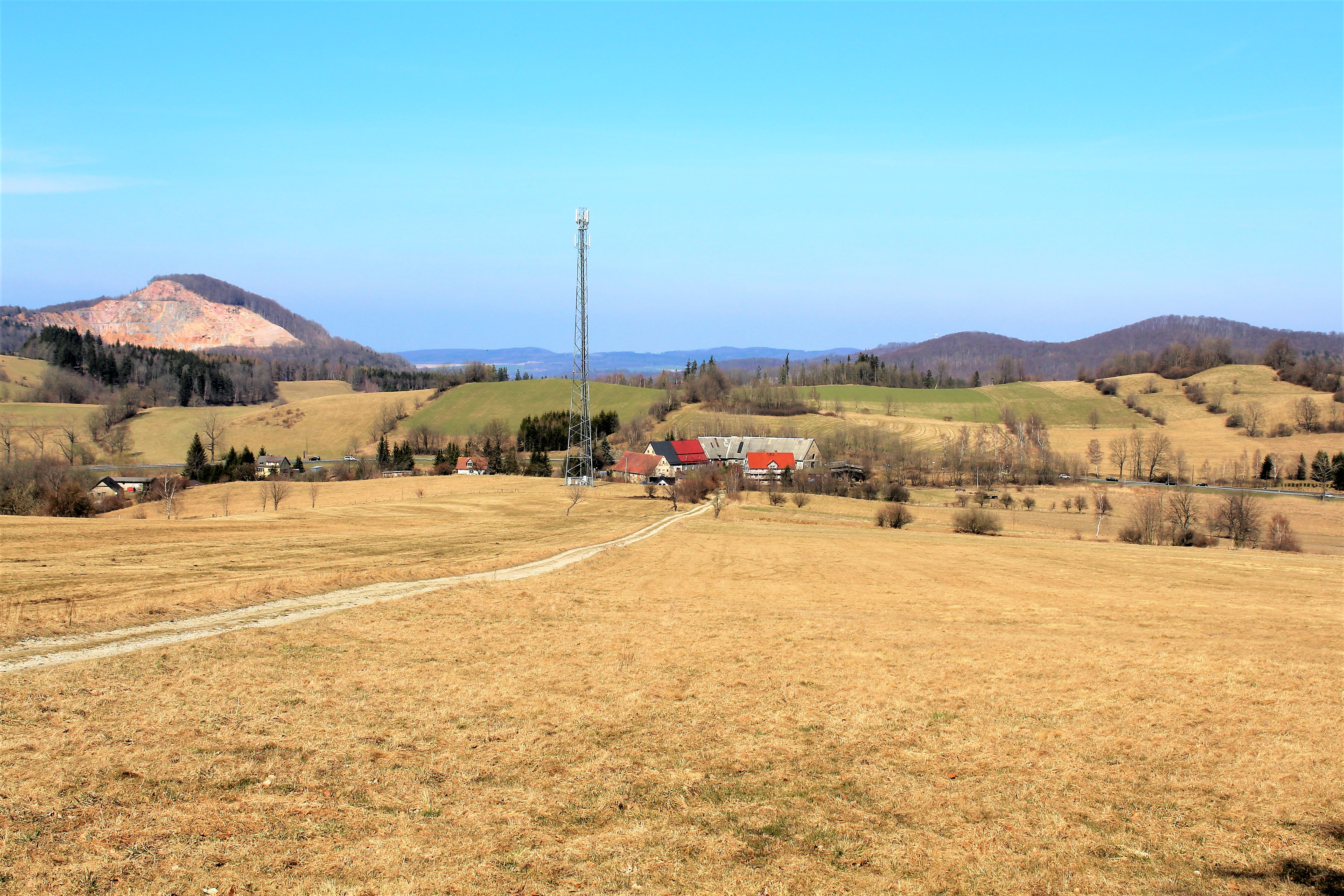
Widok od południa (z Gór Ołowianych) z panoramą Gór Kaczawskich
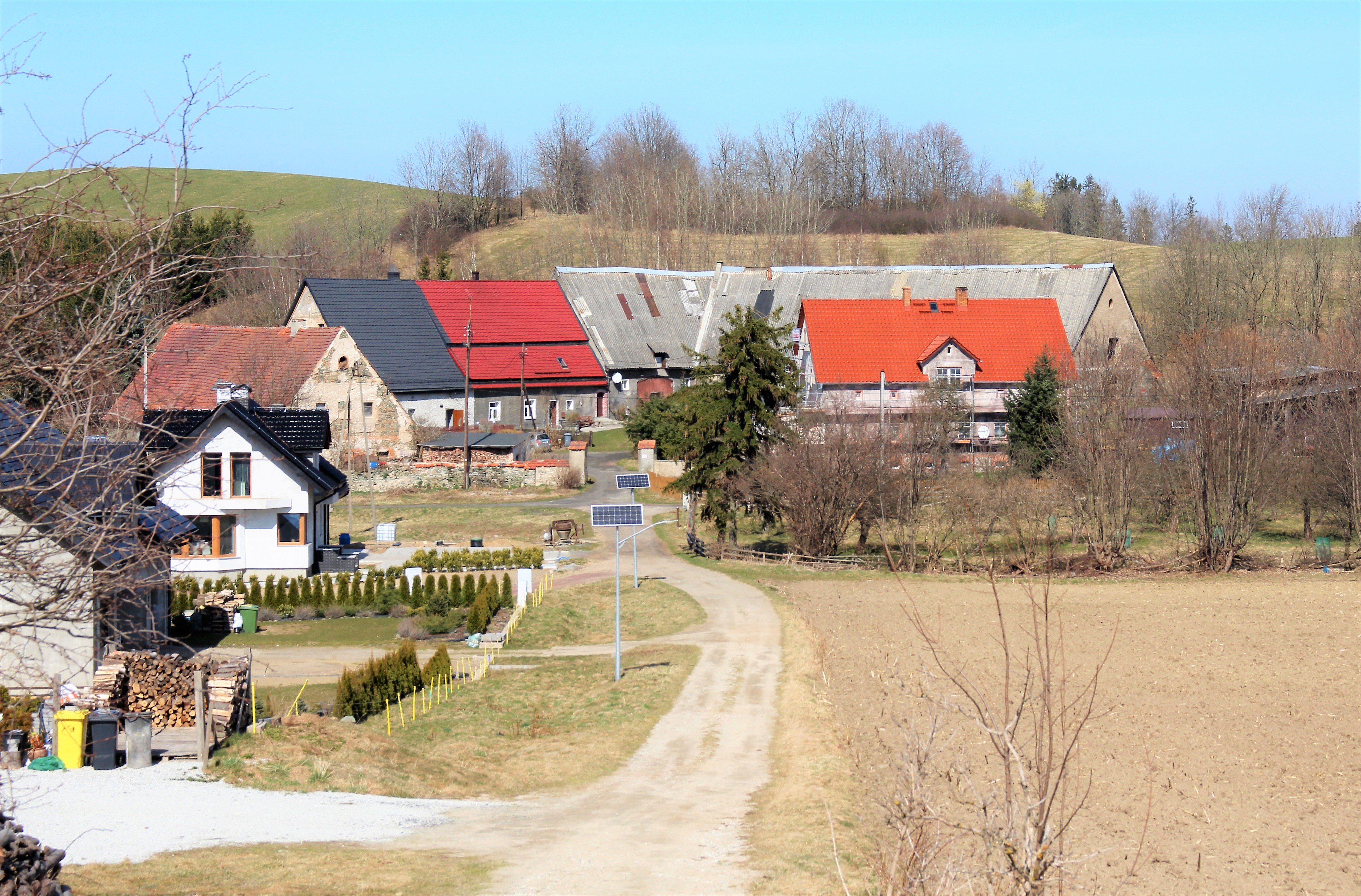
Zabudowania na przełęczy
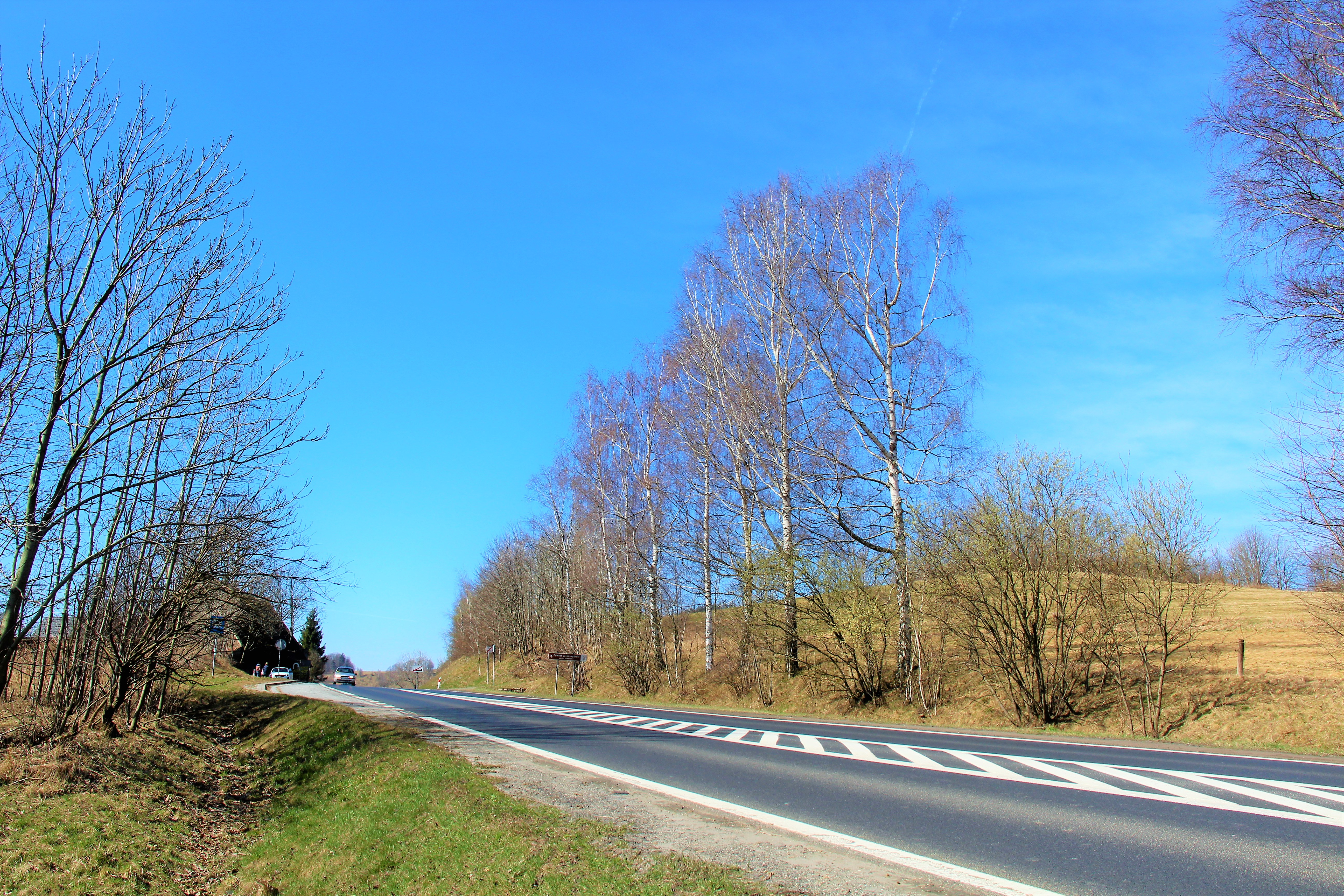
Droga krajowa nr 3 na przełęczy